# 福岡市立那珂中学校
福岡市立那珂中学校（ふくおかしりつなかちゅうがっこう）は、福岡県福岡市博多区那珂にある公立中学校。

## 沿革
- 1953年4月1日 - 筑紫郡春日町（現春日市）、曰佐村、那珂町の町立三筑中学校より分離、三筑北中学校として独立する。
- 1958年4月1日 - 現校名に変更
- 1988年4月1日 - 福岡市立宮竹中学校を分離。

## 教育方針
- 学校の経営方針として、三つの項目に分類されており、「教育ミッション」、「教育ビジョン」、「教育スローガン」という項目がある。
  - 教育ミッションは学校における使命のことで、「生徒･保護者・地域から信頼される学校づくり」、「私の学校・私の生徒の気概で教育をする」が挙げられている。
  - 教育ビジョンとは目指す学校像のことで、「静かで、きれいな、文化の薫りがある学校にする」、「指導力の強化を図る」、「組織として、共通実践をする」が挙げられている
  - 教育スローガンとは、上記二つをまとめたもので、「行きたい学校・学びたい学校・会いたい先生・帰りたい家庭」といった言葉が挙げられている。

## 部活
- バスケットボール部 (男子・女子)
- バレーボール部 (女子)
- ソフトテニス部 (男子・女子)
- 卓球部 (男子・女子)
- 剣道部 (男子・女子)
- 軟式野球部
- ハンドボール部(男子・女子)
- 陸上競技部 (男子・女子)
- 茶道部
- 美術部
- 吹奏楽部
- 放送部
- 柔道部
- 剣道部

## 部活動の実績
- 吹奏楽部 2016年度県大会出場
- 男子テニス部 2016年度県大会3位
- 陸上競技部 2019年度全国大会4位

## 有名出身者
- 井上昌己 - 競輪選手
- 市來杏香 - 元歌手、ダンサー。FlowerおよびE-girlsの元メンバー。
- 宮本啓丞 - 九州朝日放送アナウンサー
- 青木淳也 - ブルーリバー（お笑いコンビ）